# کاستل گولفو دی بولونیا
کاستل گولفو دی بولونیا (به ایتالیایی: Castel Guelfo di Bologna) یک کومونه در ایتالیا است که در استان بولونیا واقع شده‌است.

## خصوصیات
کاستل گولفو دی بولونیا ۲۸٫۶ کیلومترمربع مساحت و ۴٬۴۸۹ نفر جمعیت دارد و ۳۲ متر بالاتر از سطح دریا واقع شده‌است.